# Tramway d'Oran
Le tramway d'Oran (en arabe : ترامواي وهران) est un réseau de tramway qui dessert l'agglomération d'Oran, deuxième ville d'Algérie. Un premier tronçon de 18,7 km et trente-deux stations, reliant Sidi Maârouf à Es Senia, est en service depuis le 2 mai 2013.

## Histoire
Le tramway est introduit à Oran en 1898. Le réseau a compté six lignes avant d'être suspendu et de disparaître, en 1950, pour des raisons essentiellement économiques.
En 2006, les études de faisabilité du nouveau tramway d’Oran sont confiées à Ingérop. Les études d’avant-projet ont ensuite été menées par le groupement de bureau d’études Ensistrans. En 2009, les travaux ont débuté sous la conduite du groupement Tramnour (Isolux, Corsan et Alstom).
La mise en service commerciale d'un premier tronçon de 18,7 km et 32 stations, retardée à plusieurs reprises, est intervenue le 2 mai 2013 après une inauguration officielle le 1er mai 2013 par le Ministre des transports algérien, Amar Tou, et le Wali d'Oran, Abdelmalek Boudiaf.
La construction de la première ligne s'est accompagnée de plusieurs aménagements urbains, principalement au niveau de la place du 1er novembre, au rond-point USTO et à Sidi
Maârouf, ainsi que de la plantation d’espaces verts aux abords du tracé, notamment dans la zone d’Haï Sabah,. Le coût du projet est estimé à environ 400 millions d'euros.

## Caractéristiques

### Tracé

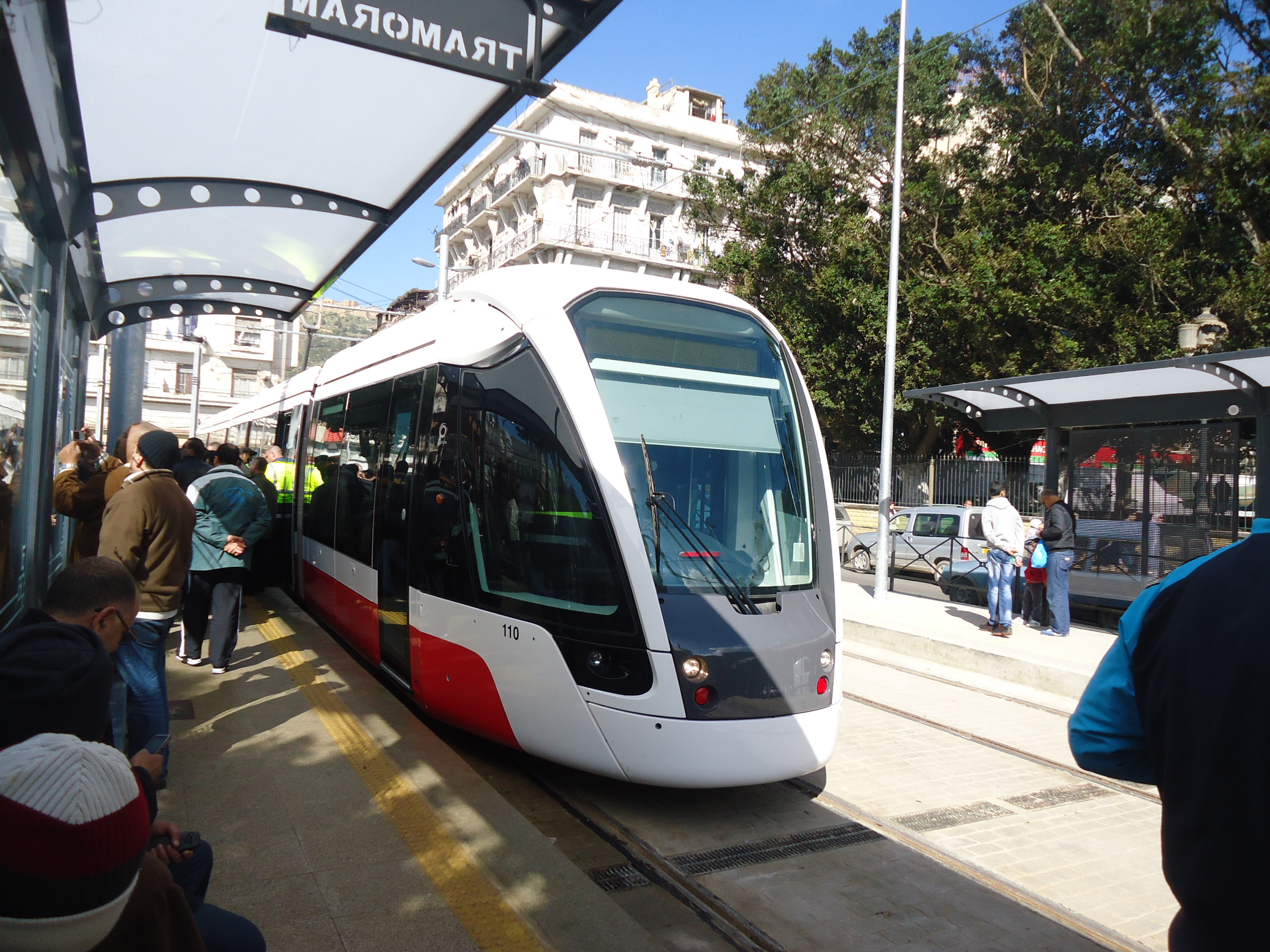
Le tramway d'Oran.

En 2025, le tramway d'Oran se compose d'une seule ligne comprenant 18,7 km de voies et 32 stations. Cette ligne dessert notamment : Sidi Maârouf, Haï Sabah, le campus de l'Université des sciences et de la technologie (USTO), le carrefour des 3 cliniques, le palais de justice, Dar El Beïda, le quartier plateau Saint-Michel, le centre-ville d'Oran (place du 1er novembre), M’dina El Djadida, Boulanger et Es Senia.

### Stations
Les stations sont énumérées de la périphérie Ouest vers la périphérie Est:
|  |   |  | Station                                  | Communes Desservies | Correspondances |
|  | - |  | ---------------------------------------- | ------------------- | --------------- |
|  | ■ |  | Es Senia - Terminus                      | Es Senia            |                 |
|  | ● |  | Es Senia Sud                             | Es Senia            |                 |
|  | ● |  | Es Senia Centre                          | Es Senia            |                 |
|  | ● |  | Moulay Abdelkader                        | Es Senia            |                 |
|  | ● |  | IGMO Université Docteur TALEB            | Oran                |                 |
|  | ● |  | Cité Volontaire ENSET                    | Oran                |                 |
|  | ● |  | Lycée les Palmiers                       | Oran                |                 |
|  | ● |  | Jardin Othmania                          | Oran                |                 |
|  | ● |  | Cité Universitaire - Hai el Badr         | Oran                |                 |
|  | ● |  | Sureté de la Wilaya - BD ANP             | Oran                |                 |
|  | ● |  | Palais des Sports                        | Oran                |                 |
|  | ● |  | Ghaouti - Dar el Hayat                   | Oran                |                 |
|  | ● |  | M'dine el Djadida                        | Oran                |                 |
|  | ● |  | Houha Tlemcen                            | Oran                |                 |
|  | ● |  | Place Mokrani                            | Oran                |                 |
|  | ● |  | Place 1er novembre                       | Oran                |                 |
|  | ● |  | Emir Abd el Kader                        | Oran                |                 |
|  | ● |  | Gare d'Oran                              | Oran                | SNTF            |
|  | ● |  | Boulevard Colonel A Benabderezzak        | Oran                |                 |
|  | ● |  | Les Frères Moulay                        | Oran                |                 |
|  | ● |  | Maalem Bentayeb                          | Oran                |                 |
|  | ● |  | Les Castors                              | Oran                |                 |
|  | ● |  | Mosquée Ibn Badis                        | Oran                |                 |
|  | ● |  | Palais de Justice                        | Oran                |                 |
|  | ● |  | Carrefour les Trois Cliniques            | Oran                |                 |
|  | ● |  | Cité USTO                                | Oran                |                 |
|  | ● |  | Hôpital 1er Novembre                     | Oran                |                 |
|  | ● |  | Université USTO                          | Oran                |                 |
|  | ● |  | USTO - Bifurcation - Boulevard Pépinière | Oran                |                 |
|  | ● |  | Cité El Yasmine                          | Bir El Djir         |                 |
|  | ● |  | Hai Es Sabah                             | Bir El Djir         |                 |
|  | ■ |  | Gare routière Sidi Maârouf               | Sidi Chami          | SNTF            |

## Exploitation

### Contrat
Le 24 mai 2012, le groupe RATP annonce avoir obtenu l'exploitation et la maintenance de tous les projets de tramways algériens, y compris le tramway d'Oran, dans le cadre d'une coentreprise (sauf la maintenance pour Alger). RATP Dev dirige cette société commune, la Société d'exploitation des tramways (SETRAM), dont elle est actionnaire à 49 %, aux côtés de l'ETUSA (36 %) et de l'Entreprise Métro d'Alger (EMA, 15 %),,. Comme c'est le cas pour les autres réseaux de tramway en Algérie, la SETRAM est chargée de l’exploitation, de la préparation à l’exploitation, ainsi que de l’entretien et de la maintenance du tramway d'Oran,.
630 emplois sont affectés à l'exploitation commerciale, répartis sur quatre branches : la conduite, l’organisation, l’encadrement et la programmation du trafic, la maîtrise des technologies du tramway et des systèmes de conduite électronique, l’information des voyageurs et la communication avec le réseau de ce transport.

### Offre de service
Le tramway d'Oran circule de 5 heures à 23 heures, avec une rame toutes les quatre minutes en heures de pointe.

### Matériel roulant

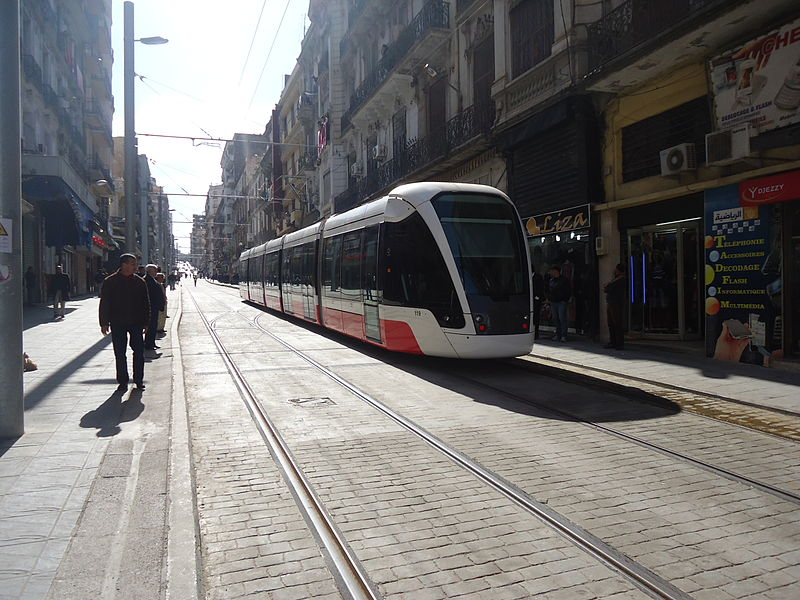
Pendant les essais, en mars 2013.

Le tramway d'Oran est équipé de 30 rames du type Citadis 302 construites par Alstom dans son usine de Santa Perpètua de Mogoda, en Espagne,. La livraison des rames a été finalisée à l'automne 2011. Les rames d'une capacité de 325 places (72 places assises et 253 debout) sont dotées d'une climatisation et de vitres teintées ainsi que d'un système d'information voyageurs en arabe et en français. Le plancher bas intégral assure la pleine accessibilité aux personnes à mobilité réduite.
Quatre rames Citadis assemblées par Cital à Annaba, sont livrées en octobre 2015.

### Tarification
Le prix d'un voyage sur toute la ligne est fixé à 40 dinars algériens.

## Projets de développement
Plusieurs extensions du tramway sont prévues, mais en 2024 ces projets sont toujours au point mort:
- Une extension au nord entre la gare routière Hatab et Benarba sur 8,6 km comprenant 12 stations.
- Deux extensions en fourche : l’une de la Senia (terminus actuel) vers l’aéroport d’Oran sur 5 km, l’autre de la station USTO jusqu’à Bir El Djir sur 16,5 km. Ces deux extensions comprendront 28 stations au total.